# Luís Figueiredo Falcão
Luís Figueiredo Falcão foi um fidalgo português natural de Pinhel, escrivão da Casa da Índia, secretário de Filipe II de Portugal e nomeado Secretário de Estado de Portugal, na corte de Madrid, responsável pelos negócios dos domínios ultramarinos.
Foi o autor do Livro em Que Se Contém Toda a Fazenda e Real Património dos Reinos de Portugal, Índia e Ilhas Adjacentes.
Neste livro encontram-se informações pormenorizadas sobre a actividade marítima portuguesa como custos de navios e rotas, aprovisionamento necessário para uma viagem, quantidades de especiarias importadas, receitas e despesas da Índia e funcionamento de portos e alfândegas.